# Sello editorial
Un sello editorial es el nombre comercial bajo el cual una obra es publicada por una compañía editorial. Una misma compañía puede tener múltiples sellos editoriales, y estos a menudo se utilizan para promocionar obras a diferentes segmentos demográficos.
Cada sello editorial suele apuntar a un público particular, y se diferencian por la selección de autores, estilos, formato y calidad de las obras editadas. Las compañías editoriales grandes pueden tener decenas de sellos editoriales. En muchos casos, la diversidad de sellos bajo una misma editorial suele ser el resultado de fusiones y adquisiciones previas. El grupo editorial Penguin Random House, por ejemplo, edita obras bajo los sellos Aguilar, Alfaguara, Debate, Debolsillo y Grijalbo, entre otros.
- Datos: Q2608849
- Multimedia: Imprints (publishing) / Q2608849